# Persona 2: Innocent Sin
Persona 2: Innocent Sin (яп. ペルソナ2 罪, кириліз.: Перусона Цю: Цумі, досл. «Персона 2: Гріх») — японська рольова відеогра, розроблена та видана компанією Atlus у 1999 році для консолі PlayStation. Вона є другою частиною серії Persona, що водночас є підсерією франшизи Megami Tensei, та слугує сюжетним продовженням оригінальної гри Persona. У 2011 році гра була перевидана для PlayStation Portable. Оригінальна версія не була локалізована для західного ринку; натомість версія для PSP отримала офіційний реліз у Північній Америці та Європі під назвою Shin Megami Tensei: Persona 2 – Innocent Sin.

## Сюжет
Innocent Sin відбувається у 1999 році в вигаданому місті Сумару, де головні герої — учні двох шкіл — отримують здатність викликати Персон (втілення їхньої іншої сторони). Містом поширюються чутки, які починають ставати реальністю, часто з небезпечними наслідками. Головний герой, Тацуя Суоу, разом з друзями розслідує ці події. Вони стикаються з культом, що збирає «Ідеальну енергію» через кришталеві черепи. У фіналі Сумару підніймається у небо як космічний корабель і герої борються зі злом. Вони можуть скасувати події минулого, пожертвувавши своїми спогадами. Саме так вони й зробили, створивши нову, кращу реальність, де їхні життя покращилися, але дружба забута. Останній кадр показує, як вони випадково перетинаються, натякаючи на можливе відновлення зв’язку між ними.

## Розробка
Розробка Innocent Sin розпочалася після комерційного успіху Persona. До проєкту повернулась ключова творча команда: продюсер Кодзі Окада, дизайнер Кадзума Канеко та сценарист Тадаші Сатомі. Технічною новацією стало впровадження навігації з виглядом згори, що замінила комбінацію перспективи від першої особи та вигляду згори, використану в попередній грі. Значно оптимізовано завантаження та частоту збережень, що були предметом критики раніше. З метою відокремлення серії Persona від основної лінії Megami Tensei, було відмовлено від титулу Megami Ibunroku, який супроводжував першу гру.
Основною тематикою Innocent Sin, як і попередньої гри, є дослідження людської психіки та відкриття героями своєї справжньої сутності. Центральний мотив — дорослішання підлітків і подолання ними особистих психологічних труднощів. Одним із ключових концептів є сила котодама — японське вірування у здатність слів впливати на фізичну та духовну реальність. У грі ця сила виявляється через поширення чуток, які змінюють навколишній світ. Базові терміни, такі як Персони, Тіні та персонаж Філемон, запозичені з юнгівської психології та теорії архетипів. Персонаж Ньярлатотеп, який з’являвся як Персона в оригінальній грі, був натхненний однойменним персонажем з міфології Ктулху Говарда Лавкрафта. Інші антагоністи та чудовиська гри також черпають витоки з лавкрафтіанської міфології та відіграють значну роль у сюжеті.
Дизайн головних персонажів виконав Канеко, тоді як другорядних — Шіґенорі Соеджіма. У процесі створення героїв враховувалась важливість їхнього психологічного розкриття. Всі протагоністи носять однакову шкільну форму, однак кожен має унікальні особисті атрибути для візуальної та характерологічної диференціації. Образ антагоніста Джокера був створений під впливом архетипів яскраво вбраних загадкових осіб і мотивів нападів у масках. Його ексцентричний вигляд — кольорово змінена шкільна форма — відображає зв’язок з джерелом його сили. Демонічний вигляд клоуна відображає здатність Джокера поглинати мрії інших. Квітка ірис, яку він тримає, символізує помсту та має сюжетне значення, пов’язане з його справжньою особистістю. Міські райони Сумару, де відбуваються події гри, засновані на реальних місцях у Японії, таких як Шібуя, Ямате та Одаіба. У грі присутні як гетеросексуальні романтичні взаємини, так і можливість формування одностатевого зв’язку між протагоністом Тацуєю та персонажем Джюном.

### Англійська локалізація
У Atlus точилися суперечки щодо англійської локалізації Innocent Sin. Побоювання викликали культурні алюзії, потенційно незрозумілі західній аудиторії, а також контроверсійний контент: символіка, пов’язана з нацизмом, зображення Адольфа Гітлера та свастик. У підсумку було вирішено не локалізовувати гру. Пізніше представники Atlus зазначили, що основною причиною стала нестача людських і ресурсних ресурсів, оскільки локалізаційна команда була залучена у перекладі продовження — Persona 2: Eternal Punishment. Попри це, спроби переглянути рішення щодо локалізації все ж мали місце. У 2001 році повідомлялося, що вихід Innocent Sin на Заході був можливий за умови комерційного успіху Eternal Punishment у Північній Америці. Згодом була створена фанатська локалізація оригінальної версії гри.

## Сприйняття
| Агрегатор  | Оцінка | Оцінка              |
| Агрегатор  | PS     | PSP                 |
| ---------- | ------ | ------------------- |
| Metacritic | -      | 75/100 (25 reviews) |

| Видання  | Оцінка | Оцінка |
| Видання  | PS     | PSP    |
| -------- | ------ | ------ |
| Famitsu  | 33/40  | 29/40  |
| GameSpot | 9.2/10 | 5/10   |
| IGN      |        | 8/10   |
| RPGamer  |        | 3.5/5  |
| RPGFan   | 96%    | 78%    |

У рік свого релізу Persona 2: Innocent Sin посіла 62-ге місце в японських рейтингах продажів, реалізувавши 274 798 копій. Ремейк для PlayStation Portable дебютував на 6-й позиції японського чарту продажів у перший тиждень, продавши 62 721 примірник. Наступного тижня гра опустилася на 11-ту позицію, додатково продавши 10 400 копій. Станом на жовтень 2011 року загальні продажі гри в Японії сягнули 110 000 одиниць, що дозволило їй увійти до числа найуспішніших проєктів Atlus того року. У Північній Америці під час першого тижня продажів ремейк досяг другого місця в рейтингу продажів для PSP.
Оригінальна Persona 2: Innocent Sin отримала переважно позитивні відгуки. Famitsu назвала сюжет цікавинкою як для новачків, так і для фанатів серії, а рецензенти PSP-версії вважали його досі інноваційним. Оглядачі RPGFan та GameSpot похвалили глибоке опрацювання персонажів і драматичність історії, а також відзначили, що сюжет не втратив актуальності з часом. Англійська локалізація отримала позитивні оцінки від IGN. Головний герой Тацуя Суоу здобув прихильність критиків за унікальний образ мовчазного, але харизматичного протагоніста, який відрізняється від типових JRPG-героїв. Його характер і взаємодії з іншими персонажами порівнювали з драматичністю та глибиною історій із Lunar і Buffy the Vampire Slayer.
Ігролад хвалили за простоту, збалансованість і цікавість, особливо систему «Персон» та роль системи «Чуток» у сюжеті. Водночас деякі оглядачі критикували повільні бої та нудні підземелля, особливо у версії для PSP. Оригінальне аудіо отримало високу оцінку за якісну озвучку і відповідну музику з поєднанням року і техно, хоча у ремейку озвучення сприймалося менш позитивно. Звукові теми вважали повторюваними, але загалом музика була схвально оцінена.
Критика ремейку торкалася довгих завантажень, високої частоти випадкових зустрічей, низької якості графіки та повторюваності ігроладу. Водночас відзначали корисні функції, такі як можливість змінювати саундтрек і режими театру. Загалом, ремейк вважали менш вдалим порівняно з оригіналом через очікування сучасного RPG.